# Bongo
|  | Per a altres significats, vegeu «Bongo (animal)». |

Un bongo és un instrument musical de percussió d'origen africà compost per dos petits tambors de pell, un més gran que l'altre que, després de ser transformat a Cuba, acabà abastant categoria universal a través del son i de la rumba.

## Descripció
Les seves boques superiors –les de diàmetre major– estan cobertes per cuir sense pèl que es tensa amb un anell de metall a través de claus metàl·liques. L'intèrpret –bongosero– ho percudeix amb les mans; per a això el col·loca entre els seus genolls, d'assegut, ubicant el pegat més agut a la seva esquerra. Segons la classificació decimal dels instruments musicals de Hornbostel i Sanchs (Vega 1989), li correspon el número 211.211.12-9221
Instrument de la classe de membranòfon (produeixen el so mitjançant la vibració d'una o més membranes tenses, normalment col·locades sobre un ressonador).

## Origen
El podem trobar a molts racons del planeta: des d'Àfrica, fins a Sud Amèrica o Indonèsia.
El bongo té una història cultural molt rica. Se'l coneixia originalment com Bongo de la Muntanya d'origen provinent d'Haití.
Ningú pot determinar amb precisió l'origen d'aquesta classe de tambor. A través del continent Africà, tradicions musicals diferents toquen bongos de formes i materials diverses. Els bongos fets de ceràmica van emigrar al nord i a l'est a través de l'Orient Mitjà i Àsia, mentre que els de fusta van venir de l'oest amb el moviment d'esclaus.
Els esclaus que van arribar a Cuba i altres parts del Mar Carib van tenir un sentit bo pel bongo, així que aquest instrument va començar a formar part important de la música que es desenvolupava allà. Els Cubans després van inventar la quincalla que és comuna en la majoria de bongos moderns.

## Estructura
És un instrument de la crida de "percussió menor". Membranòfon compost per dos tambors de fusta amb un pegat cadascun, amb una diferència d'alçada entre ells generalment d'una quarta o cinquena. Els pegats són cenyits per uns cèrcols i un sistema de tensió per claus (en el seu inici eren tibats mitjançant la calor del foc o amb cordes o corretges). Els tambors van units pel costat amb una peça de fusta, encara que antigament es feia amb una tira de cuir o una soga. Els tambors són de forma cònica i s'executen amb els cops dels palmells de la mà o amb baquetes. El tamboret més petit és anomenat mascle i es col·loca a l'esquerra; quedant a la dreta el major anomenat femella. Aquesta disposició és usada per persones amb predomini dret. Per a persones amb predomini esquerre, el bongo es col·loca en posició inversa, i el mascle al costat dret. Generalment es col·loca entre els genolls de l'executant assegut, encara que també és molt utilitzat sobre un faristol.

## Evolució
La seva evolució a Cuba ha estat molt lligada amb l'aparició i popularitat del són montuno cubà. A través dels conjunts sonors van arribar als salons de balls i d'aquí a les grans orquestres. Amb l'èxit d'aquesta música a la Cuba de 1920 el bongo surt de les fronteres cubanes i s'estableix definitivament a l'escenari internacional. El TrioMatamoros, Arsenio Rodríguez o Benny Moré han estat alguns dels artistes que amb el seu talent van contribuir a la seva definitiva universalització. En l'actualitat es troben en orquestres que interpreten ritmes cubans i llatinoamericans, comunament anomenats salseros, per tot el món actual.
El bongo no és un instrument autòcton afroporteny sinó una apropiació del seu homònim cubà. Això es remunta almenys a la dècada de 1940, quan diversos gèneres d'arrel afro d'altres països americans-especialment Cuba-va calar en el gust citadino, bàsicament a través dels mitjans massius de comunicació i les gires d'orquestres estrangeres. Va ser en aquest marc que els afroportenys van començar a cultivar, resinificant des d'una perspectiva pròpia que denominen -si més no des dels '60- "rumba". Segons fonts orals recollides a veterans de l'època, la radicació de no pocs músics cubans en el Buenos Aires de llavors i la seva freqüentació a clubs i festes afroportenyes, va constituir un significatiu reforç per a la consolidació del bongo. En aquest llavors, quan els afroportenys tocaven música de tall afro en espectacles nocturns, el bongo era un instrument obligat, cosa que no estava exempt de llibertats interpretatives pròpies de l'estètica del joc com per exemple Pedro Mamerto Peyró, que solia donar volta moltó mentre tocava. Una variant en la seva manera d'execució-deixada de practicar cap al 1970 després de la mort dels seus cultores-, consistia a percudir amb dues gruixudes baquetes sense mall.
Actualment té plena vigència entre els afroportenys, destacant notab1es intèrprets. La seva utilització és específica per a la rumba oberta, encara que els grups professionals de música afroportenyaa també solen incloure en els gèneres més antics (candombe i cants "en africà"). Això genera subtils discrepàncies de sentit i tendeixen a no seguir realitzant-lo, ja que jutgen que en ser un instrument modern i forà és impropi d'aquests gèneres, donant com a prova que el seu so no s'amalgama degudament.
Tot i que avui tots els exemplars en ús van ser comprats en cases de música en les últimes dècades, es recorda amb admiració als fets fins als '80 per Ricardo Moreno, un artesà blanc tucumano radicat a Buenos Aires.
Com succeeix a Cuba, rep el mateix nom qualsevol dels dos cossos del bongo tocats de manera independent, resultant després treure el llistó que els uneix. Generalment l'utilitzen els nens com a instrument de pràctica en els acoblaments de rumba oberta conformats espontàniament, sobretot en les festes.

## Tècnica
Els tambors de bongo produeixen sons relativament aguts en comparació dels tambors de conga, i s'han de sostenir darrere dels articulats del genoll amb el tambor més gran a la dreta quan s'és dretà. La majoria de les vegades es toca amb la mà i s'associa especialment a la música cubana amb un patró constant o ostinato de corxeres conegut com martell. Tradicionalment es toquen colpejant la vora dels pegats del tambor amb els dits i els palmells. El glissando utilitzat amb el bongo de muntanya es realitza fregant el tercer dit, recolzat al polze, pel pegat del tambor. De vegades s'humiteja el dit amb saliva o suor abans de fregar-lo pel pegat.
Quan es toca el so cubà i altres gèneres populars, el mascle està a l'esquerra i la femella a la dreta. Al changüí, el bongo de muntanya es col·loca al revés. Els patrons d'interpretació també són diferents al changüí, on el bongo no segueix un ritme constant. En el seu lloc, sol marcar offbeats i el temps quatre mentre improvisa. Així, la tècnica de toc al changüí s'assembla a la de les congues (a més, el seu to acostuma a ser més baix que el dels bongos i les congues). de bokús, un tambor més gran de l'est de Cuba similar a la conga.
Els bongos també es poden tocar sobre un suport, com és el cas de les orquestres i bandes de concert. En les interpretacions de música clàssica, els bongos solen ser copejats amb mall o baquetes. Entre els exemples de peces que inclouen bongos hi trobem Ionització de Varèse (1931), Le Marteau sans maître de Boulez (1955) i  In seinem Garten liebt Don Perlimplin Belisa de Fortner (1962).